# Элита (телесериал)
«Элита» (исп. Élite) — испанский веб-сериал, премьера которого состоялась 5 октября 2018 года на Netflix. Сериал был создан Карлосом Монтеро и Дарио Мадрона. Все сезоны состоят из восьми эпизодов.
18 октября 2023 года, стало известно о завершении сериала после восьмого сезона. Премьера финального сезона состоялась 26 июля 2024 года.

## Сюжет
Сериал рассказывает о жизни трёх подростков, которые получили стипендию для обучения в престижной школе Испании «Лас-Энсинас» после того, как в их прошлой школе обрушилась крыша. Для Самуэля, Нади и Кристиана обучение в новом месте будет нелёгким испытанием, потому что одноклассники сразу же невзлюбили новичков. Кроме унижений и запугиваний в школе происходит убийство одного из учеников. Полиции предстоит раскрыть необычное преступление, которое покрыто множеством тайн и загадок.

## В ролях

### Основной состав
= Главная роль в сезоне
     = Второстепенная роль в сезоне
     = Гостевая роль в сезоне
     = Не появляется
| Актёр                 | Персонаж                          | Появление в сезонах | Появление в сезонах | Появление в сезонах | Появление в сезонах | Появление в сезонах | Появление в сезонах | Появление в сезонах | Появление в сезонах |
| Актёр                 | Персонаж                          | 1                   | 2                   | 3                   | 4                   | 5                   | 6                   | 7                   | Эпизоды             |
| --------------------- | --------------------------------- | ------------------- | ------------------- | ------------------- | ------------------- | ------------------- | ------------------- | ------------------- | ------------------- |
| Мария Педраса         | Марина Нуньер Осуна               | 8                   |                     |                     |                     |                     |                     |                     | 8                   |
| Итзан Эскамилья       | Самуэль Гарсия Домингес           | 8                   | 8                   | 8                   | 8                   | 8                   |                     |                     | 40                  |
| Мигель Бернардо       | Гусман Нуньер Осуна               | 8                   | 8                   | 8                   | 8                   |                     |                     |                     | 32                  |
| Мигель Эрран          | Кристиан Варела Экспосито         | 8                   | 1                   |                     |                     |                     |                     |                     | 9                   |
| Хайме Лоренте         | Фернандо «Нано» Гарсия Домингес   | 8                   | 5                   | 1                   |                     |                     |                     |                     | 14                  |
| Омар Аюсо             | Омар Шана                         | 8                   | 8                   | 8                   | 8                   | 7                   |                     | 8                   | 47                  |
| Мина Эль-Хаммани      | Надя Шана                         | 8                   | 8                   | 8                   | 3                   |                     |                     |                     | 27                  |
| Альваро Рико          | Леопольдо «Поло» Бенавент Вильяда | 8                   | 8                   | 8                   |                     |                     |                     |                     | 24                  |
| Арон Пипер            | Андер Муньос                      | 8                   | 8                   | 8                   | 8                   |                     |                     |                     | 32                  |
| Эстер Экспосито       | Карла Росон Калеруега             | 8                   | 8                   | 8                   |                     |                     |                     |                     | 24                  |
| Данна Паола           | Лукреция «Лу» Монтесинос          | 8                   | 8                   | 8                   |                     |                     |                     |                     | 24                  |
| Хорхе Лопес           | Валерио Монтесинос                |                     | 8                   | 8                   |                     |                     |                     |                     | 16                  |
| Клаудия Салас         | Ребека «Ребе» де Бормухо Авалос   |                     | 8                   | 8                   | 8                   | 8                   |                     |                     | 32                  |
| Жеоржина Аморос       | Каэтана Граера Пандо              |                     | 7                   | 8                   | 8                   | 8                   |                     |                     | 31                  |
| Лейти Сене            | Малик                             |                     |                     | 8                   |                     |                     |                     |                     | 8                   |
| Серхио Момо           | Йерай                             |                     |                     | 6                   |                     |                     |                     |                     | 6                   |
| Карла Диас            | Ариадна «Ари» Бланко Коммерфорд   |                     |                     |                     | 8                   | 8                   | 8                   |                     | 24                  |
| Ману Риос             | Патрик Бланко Коммерфорд          |                     |                     |                     | 8                   | 8                   | 8                   |                     | 24                  |
| Мартина Каридди       | Менсия Бланко Коммерфорд          |                     |                     |                     | 8                   | 8                   | 8                   |                     | 24                  |
| Диего Мартин          | Бенхамин Бланко Коммерфорд        |                     |                     |                     | 8                   | 8                   | 6                   |                     | 22                  |
| Пол Гранч             | Филипп Флориан Фон Тризенберг     |                     |                     |                     | 7                   | 8                   |                     |                     | 15                  |
| Андрес Веленкосо      | Армандо                           |                     |                     |                     | 8                   | 1                   |                     |                     | 9                   |
| Валентина Сенере      | Исадора Артиньян                  |                     |                     |                     |                     | 8                   | 8                   | 8                   | 24                  |
| Андре Ламолья         | Иван Карвальо                     |                     |                     |                     |                     | 8                   | 8                   | 8                   | 24                  |
| Карлото Котта         | Круз Карвальо                     |                     |                     |                     |                     | 6                   | 3                   | 1                   | 10                  |
| Адам Нуру             | Билал                             |                     |                     |                     |                     | 4                   | 6                   |                     | 10                  |
| Альваро де Хуана      | Дидак                             |                     |                     |                     |                     |                     | 8                   | 8                   | 16                  |
| Кармен Арруфат        | Сара                              |                     |                     |                     |                     |                     | 8                   | 8                   | 16                  |
| Ана Бокеса            | Росио                             |                     |                     |                     |                     |                     | 7                   | 8                   | 15                  |
| Алекс Пастрана        | Рауль                             |                     |                     |                     |                     |                     | 8                   | 8                   | 16                  |
| Андер Пуч             | Нико                              |                     |                     |                     |                     |                     | 8                   | 8                   | 16                  |
| Глеб Абросимов        | Эрик                              |                     |                     |                     |                     |                     |                     | 8                   | 8                   |
| Лус Киприота          | Роберта                           |                     |                     |                     |                     |                     | 4                   | 5                   | 4                   |
| Мирела Балич          | Хлоя                              |                     |                     |                     |                     |                     |                     | 8                   | 8                   |
| Марибель Верду        | Кармен                            |                     |                     |                     |                     |                     |                     | 8                   | 8                   |
| Фернандо Линдес       | Джоэль                            |                     |                     |                     |                     |                     |                     | 8                   | 8                   |
| Иван Мендес           | Далмар                            |                     |                     |                     |                     |                     |                     | 7                   | 7                   |
| Надя Аль-Саиди        | Соня                              |                     |                     |                     |                     |                     |                     | 8                   | 8                   |
| Алехандро Альбаррасин | Луис                              |                     |                     |                     |                     |                     |                     | 7                   | 7                   |
| Аннита                | Джесика                           |                     |                     |                     |                     |                     |                     | 5                   | 5                   |
| Леонардо Сбаралья     | Мартин                            |                     |                     |                     |                     |                     |                     | 6                   | 6                   |

### Главные роли
- Мария Педраса — Марина Нуньер Осуна, ученица школы «Лас-Энсинас», которая из-за своих прошлых романтических отношений отдаляется от своих ближайших друзей и семьи. Сестра Гусмана. Испытывает симпатию к Самуэлю, но после встречи с его братом Нано оказывается в любовном треугольнике. ВИЧ-инфицирована. Была неумышленно убита Поло в конце 1 сезона[5]. (1 сезон)
- Ицан Эскамилья — Самуэль Гарсия Домингес, один из новых учеников школы «Лас-Энсинас». Добрый и честный молодой человек. С первого же дня учёбы в новой школе влюблён в Марину. Пытается поставить на правильный путь своего брата, из-за которого у Самуэля бывают проблемы. Во втором сезоне начинает отношения с Карлой в надежде доказать невиновность Нано, но в конечном итоге влюбляется в неё по-настоящему. В 4 сезоне начинает в тайне от Гусмана встречаться с Ари. Был случайно убит Бенхамином в конце 5 сезона[5]. (1—5 сезоны, Спецэпизоды)
- Мигель Бернардо — Гусман Нуньер Осуна, ученик школы «Лас-Энсинас» и брат Марины, который чрезмерно её защищает. Ему не нравилась идея новых учеников из-за ситуации с бывшим парнем его сестры, который также был стипендиатом. Он поддерживает открытые отношения с Лу. После того, как Надя увидела его и Лу в ду́ше школы, у пары созревает план заставить Надю влюбиться в Гусмана. В конечном итоге у него появляются истинные чувства к Наде и он меняет к ней свое отношение. Во втором сезоне после смерти Марины подсаживается на наркотики, но в итоге бросает. В 4 сезоне из-за отношений на расстоянии расстается с Надей и начинает встречаться с Ари. Уезжает с Андером путешествовать по миру[5]. (1—4 сезоны, Спецэпизод)
- Мигель Эрран — Кристиан Варела Экспосито, один из новых учеников школы «Лас-Энсинас». Он молодой тусовщик, которого совсем не поддерживают родители, так как они хотят, чтобы он учился и сосредоточился на своей жизни. С самого начала его привлекает Карла. Состоял в полиаморных отношениях с Карлой и её парнем Поло. Во втором сезоне Кристиана сбивает машина и он становится инвалидом. Вскоре для реабилитации переезжает в Швейцарию[5][6]. (1 сезон, 2 сезон — гость)
- Хайме Лоренте — Фернандо «Нано» Гарсия Домингес, старший брат Самуэля, который только что вышел из тюрьмы. Он, как и его брат, влюбляется в Марину. В конце первого сезона обвинен в её убийстве, впоследствии был оправдан[5]. (1—2 сезоны)
- Мина Эль-Хаммани — Надя Шана, одна из новых учениц школы «Лас-Энсинас». Её родители мусульмане, которые владеют продуктовым магазином. Надя мечтает стать дипломатом или переводчиком в ООН, и рассматривает «Лас-Энсинас» как дверь в будущее. Во втором сезоне развиваются её отношения с Гусманом. В конце 3 сезона вместе с Лу улетает учиться в Нью-Йорк[5]. (1—3 сезоны, 4 сезон — второстепенная роль, Спецэпизод)
- Омар Аюсо — Омар Шана, лучший друг Самуэля и брат Нади. Он продает наркотики, чтобы заработать деньги бежать из своего дома, хотя он не гордится этим. Омар всегда чувствовал себя по-другому, как из-за его происхождения, так и из-за его сексуальной ориентации. Состоит в отношениях с Андером. Имел интимные отношения с Патриком[5]. (1—5 сезоны, Спецэпизоды)
- Альваро Рико — Леопольдо «Поло» Бенавент Вильяда, ученик школы «Лас-Энсинас». Лучший друг Гусмана и Андера. В течение долгих лет встречается с Карлой, пока они не поняли, что в их отношениях не хватает искры. После того как они встретили Кристиана, Поло обнаруживает свою бисексуальность и начинает чувствовать влечение к нему. Психически нестабилен. У него есть мечта стать ветеринаром, но у его матери совсем другие планы на него. Убил Марину в конце первого сезона, из-за часов Карлы. На протяжении 2 сезона пытается скрыть это, но правда открылась. Состоял в полиаморных отношениях с Каэтаной и Валерио. На выпуском вечере был случайно убит Лу[5]. (1—3 сезоны)
- Арон Пипер — Андер Муньос, ученик школы «Лас-Энсинас» и лучший друг Гусмана и Поло. Андер занимается теннисом, но делает это только из-за родителей, которые хотят, чтобы он стал известным теннисистом. Он гей, но об этом не знают даже его лучшие друзья. С прибытием новых учеников, Андер сближается с Кристианом, который знакомит его с человеком, который продает ему наркотики, Омаром. Он влюбляется в Омара, но эти отношения усложняются с течением всего сезона. Болеет раком в 3 сезоне, но в последней серии сезона наступает ремиссия. В 4 сезоне увлекается Патриком. Уезжает с Гусманом путешествовать по миру[5]. (1—4 сезоны, Спецэпизод)
- Эстер Экспосито — Карла Росон Калеруега, ученица школы «Лас-Энсинас» и девушка Поло. Бывшая лучшая подруга Марины. Она является наследницей маркиза Калеруега, который имеет винные погреба. Карла хотела бы посвятить себя миру моды, но она знает, что однажды она унаследует то, что создали её родители. После нескольких лет отношений с Поло им становится скучно, пока не появляется Кристиан, который разжигает их отношения, но в то же время и разрушает. Во втором сезоне начинает отношения с Самуэлем, чтобы следить за ним, дабы он не узнал правду о смерти Марины, но вскоре начинает испытывать к нему реальные чувствах. В конце 3 сезона улетает учиться за границу[5]. (1—3 сезоны, Спецэпизод)
- Данна Паола — Лукреция «Лу» Монтесинос, ученица школы «Лас-Энсинас» и бывшая девушка Гусмана. Сводная сестра Валерио которого любит. Её родители дипломаты, путешествующие по миру. Лу — девушка без комплексов, которая говорит, что думает, и делает все, что она хочет, заботясь только о своей жизни. Во время выпускного вечера случайно убивает Поло. В конце 3 сезона улетает вместе с Надей учиться в Нью-Йорк.[5][7]. (1—3 сезоны)
- Хорхе Лопес — Валерио Монтесинос, новенький в школе «Лас-Энсинас». Сводный брат Лу, влюблен в неё с детства. Наркоман и бабник. Ведет разгульный образ жизни. Состоял в полиаморных отношениях с Каэтаной и Поло.[8]. (2—3 сезоны)
- Клаудия Салас — Ребека «Ребе» де Бормухо Авалос, новенькая в школе «Лас-Энсинас», которая начинает дружить с Надей и Самуэлем. Её мать занимается наркобизнесом. Недолгое время встречалась с Самуэлем. В 4 сезоне начинает отношения с Менсией[8]. (2—5 сезоны, Спецэпизоды)
- Хеорхина Аморос — Каэтана Граера Пандо, новенькая в школе «Лас-Энсинас», которая привлекает внимание Лу своей «идеальной жизнью». Притворяется миллионершей, хотя на самом деле не имеет богатых родителей. Помогает маме убирать дома богатых людей[8]. Проявляет симпатию к Поло. Состояла в полиаморных отношениях с Поло и Валерио. После выпуска становится уборщицей в «Лас-Энсинас». Мечтает стать дизайнером одежды. В 4 сезоне проявляет симпатию к принцу Филиппу. В 5 сезоне уходит со школы и начинает отношения с Фелипе. (2—5 сезоны, Спецэпизоды)
- Лейти Сене — Малик, новенький в школе «Лас-Энсинас». Мусульманин, сын богатого Сенегальского бизнесмена. Использует Надю, для привлечения Омара. Улетает учиться в Нью-Йорк. (3 сезон)[9]
- Серхио Момо — Йерай, новенький в школе «Лас-Энсинас». Раньше подвергался издевательствам из-за лишнего веса. Новый парень Карлы. (3 сезон)[9]
- Карла Диас — Ариадна «Ари» Бланко Коммерфорд, дочь нового директора школы «Лас-Энсинас». Сестра двойняшка Патрика, и сестра Менсии. Хороша в учёбе и спорте. Всегда пытается быть на стороне своего отца. Влюбляется в Гусмана и Самуэля и не может решить с кем ей остаться. В 5 сезоне встречается с Самуэлем. Состояла в интимных отношениях с Иваном. (4—6 сезон, Спецэпизод)
- Ману Риос — Патрик Бланко Коммерфорд, сын нового директора школы «Лас-Энсинас». Брат двойняшка Ари, и брат Менсии. В прошлом был прикован к инвалидному креслу. С момента своего приезд в новую школу его заинтересовал Андер. Состоял в отношениях с Андером и Омаром. В 5 сезоне влюбляется в Ивана. Состоял в интимных отношениях с Крузом Карвалью. (4—6 сезоны, Спецэпизод)
- Мартина Каридди — Менсия Бланко Коммерфорд, дочь нового директора школы «Лас-Энсинас». Сестра Патрика и Ари. С момента своего приезд в новую школу проявляет симпатию к Ребеке, впоследствии начинает с ней встречаться. Была любовницей Армандо. (4—6 сезон, Спецэпизод)
- Диего Мартин —  Бенхамин Бланко Коммерфорд, новый директор школы «Лас-Энсинас». Требовательный отец Ари, Патрика и Менсии. Пытается скрыть свои темные делишки с помощью учеников. Случайно убил Самуэля в 5 сезоне. (4—6 сезон, Спецэпизод)
- Пол Гранч — Филипп Флориан Фон Тризенберг, принц, прямой наследник престола центральноевропейского княжества. Был вынужден покинуть свою страну и перевестись в школу «Лас-Энсинас». Скрывает тайну из прошлого. На протяжении 4 сезона у него завязываются отношения с Каэтаной. Бывшая девушка Филиппа, сообщает о сексуальных домогательствах, поэтому в 5 сезоне становится изгоем школы «Лас-Энсинас». Начинает встречаться с Исадорой. (4-6 сезон, Спецэпизод)
- Андрес Веленкосо — Армандо, богатый любовник Менсии. Был убит Гусманом, его тело было сброшено в реку. Был найден мертвым Омаром и Билалом в 5 сезоне. (4 сезон, 5 сезон — гость)
- Валентина Сенере — Исадора Артиньян, королева ночной жизни Ибицы. Владеет ночными клубами, диджей. Влюблена в принца Филиппа, оказывает ему поддержку и постепенно становится его новым романтическим увлечением. Имеет наркотическую зависимость. (5-6 сезон)
- Андре Ламоглия — Иван Карвальо, сын Круза. Привык жить среди постоянных вечеринок своего отца. Состоял в интимных отношениях с Ари и Патриком. Дружит с Патриком, впоследствии влюбляется в него. (5—6 сезон)
- Карлото Котта — Круз Карвальо, отец Ивана. Известный футболист. Состоял в интимных отношениях с Патриком. (5—6 сезон)
- Адам Нуру — Билал, бездомный парень который привык зарабатывать на жизнь воровством. Знакомится с Омаром и впоследствии принимает его помощь. (5—6 сезон)
- Альваро де Хуана — Дидак (6 сезон)
- Кармен Арруфат — Сара (6 сезон)
- Ана Бокеса — Росио (6 сезон)
- Алекс Пастрана — Рауль (6 сезон)
- Андер Пуч — Нико (6 сезон)
- Глеб Абросимов — Эрик, кузен Нико (7 сезон)
- Мирела Балич — Клои (7 сезон)

### Второстепенные роли
- Рамон Эскинас — Вентура Нуньер, коррумпированный отец Марины и приемный Гусмана. (1—3 сезоны)
- Росио Муньос — Лаура Осуна Нуньер, мать Марины и приемная Гусмана. (1—3 сезоны)
- Хорхе Сукет — Мартин, учитель в школе «Лас-Энсинас».
- Айноа Сантамария — инспектор, которая расследует смерть одного из главных героев.
- Ирен Аркос — Пилар Домингес, мать Самуэля и Нано. (1—3 сезоны)
- Абделатиф Хвидар — Юсеф Шана, требовательный отец Нади и Омара. (1—3 сезоны)
- Элисабет Хелаберт — Асусена Муньос, директор школы «Лас-Энсинас» и мама Андера. (1—4 сезоны)
- Альфредо Вилья — Антонио Муньос, отец Андера, а также тренер в «Лас-Энсинас». (1—2 сезоны)
- Фара Хамед — Имам Шана, мать Нади и Омара. (1—3 сезоны)
- Рубен Мартинес — Теодора «Тео» Росон, отец Карлы, сообщник Вентуры. (1—3 сезоны)
- Лола Марсели — Беатрис Калеруэга, мать Карлы. (1—3 сезоны)
- Лиз Лобато — Андреа, мать Поло и генеральный директор важного журнала. (1—3 сезоны)
- Альберто Варгас — Пабло, бывший парень Марины. (1 сезон)
- Эва Льорач — Сандра, мать Ребеки. Заниматься торговлей наркотиков, но ради дочери бросает дело[10]. (2—4 сезоны)
- Марта Аледо — Виктория Пандо, мать Каетаны, работала уборщицей в «Лас-Энсинас». (2 сезон)
- Хорхе Клементе — Алексис Фернандес, друг Андера проходящий курс химиотерапии. (сезон 3, Спецэпизод)
- Рейчел Ласкар — Эстефани Фон Тризенберг, мать Филиппа. (сезон 4, Спэцэпизод)
- Лувия Башелье — Элоди, девушка из прошлой жизни Филиппа. Была изнасилована им, впоследствии чего ему пришлось переехать в Испанию. (5 сезон — гость)
- Алекс Моннер — Фелипе, друг, а впоследствии возлюбленный Каэтаны (Спэцэпизод, 5 сезон — гость)
- Селия Састр — Лара (Спэцэпизод)
- Иван Пеллисер — Бени (Спэцэпизод)
- Джуниор Мбенгани — Гастон (Спэцэпизод)
- Хоан Фурнеас — Ману (Спэцэпизод)

## Список эпизодов
| Сезоны | Сезоны                 | Эпизоды | Премьера сезона    |
| ------ | ---------------------- | ------- | ------------------ |
|        | 1                      | 8       | 5 октября 2018     |
|        | 2                      | 8       | 6 сентября 2019    |
|        | 3                      | 8       | 13 марта 2020      |
|        | Elite Short Stories    | 4       | 14—17 июня 2021    |
|        | 4                      | 8       | 18 июня 2021       |
|        | Elite Historias Breves | 3       | 15—23 декабря 2021 |
|        | 5                      | 8       | 8 апреля 2022      |
|        | 6                      | 8       | 18 ноября 2022     |
|        | 7                      | 8       | 20 октября 2023    |
|        | 8                      | 8       | 26 июля 2024       |

### 1 сезон (2018)
| № общий | № в сезоне | Название                                       | Режиссёр         | Автор сценария                 | Дата премьеры  |
| --- | ---------- | ---------------------------------------------- | ---------------- | ------------------------------ | -------------- |
| 1 | 1          | «Добро пожаловать» «Bienvenidos»               | Рамон Саласар    | Карлос Монтеро и Дарио Мадрона | 5 октября 2018 |
| После обрушения здания государственной школы строительная компания пытается восстановить репутацию, оплатив трем пострадавшим школьникам обучение в элитной частной школе. |            |                                                |                  |                                |                |
| 2 | 2          | «Желание» «Deseo»                              | Дани де ла Орден | Карлос Монтеро                 | 5 октября 2018 |
| Работа над школьным проектом сближает Марину и Самуэля, а также побуждает Гусмана покорить сердце Нади. Тем временем Кристиан узнает шокирующую правду.                    |            |                                                |                  |                                |                |
| 3 | 3          | «Ночь субботы» «Sábado noche»                  | Рамон Саласар    | Дарио Мадрона                  | 5 октября 2018 |
| Самуэль устраивает вечеринку, на которой Нано пытается подкатить к Марине, но пунш ударяет в голову сразу нескольким парочкам. Надя узнает неприятную правду о Гусмане.    |            |                                                |                  |                                |                |
| 4 | 4          | «Любовь — это наркотик» «El amor es una droga» | Рамон Саласар    | Дарио Мадрона                  | 5 октября 2018 |
| Гусман пытается заслужить прощение Нади. Поло и Кристиан чувствуют влечение друг к другу. Лу дает взятку учителю. Нано должен выполнить рискованную работу.                |            |                                                |                  |                                |                |
| 5 | 5          | «Все лгут» «Todos mienten»                     | Дани де ла Орден | Карлос Монтеро                 | 5 октября 2018 |
| Марина дает Нано возможность расплатиться по долгам. Лу намеренно раскрывает тайну в присутствии Нади. Омар узнает, что Андер рассказал о них друзьям.                     |            |                                                |                  |                                |                |
| 6 | 6          | «Все будет хорошо» «Todo va a salir bien»      | Дани де ла Орден | Дарио Мадрона                  | 5 октября 2018 |
| Нано узнает секрет. Всем становится известно, где Марина хранит траву. Слухи о беременности вызывают волну подозрений. Кристиану предлагают стать популярным за услугу.    |            |                                                |                  |                                |                |
| 7 | 7          | «Все взрывается» «Todo estalla»                | Рамон Саласар    | Карлос Монтеро                 | 5 октября 2018 |
| Карла подозревает, что Марина причастна к краже. Отец Омара строит планы на будущее сына. Гусман узнает тайну своей сестры и жаждет мести.                                 |            |                                                |                  |                                |                |
| 8 | 8          | «Ассила» «Assilah»                             | Рамон Саласар    | Карлос Монтеро и Дарио Мадрона | 5 октября 2018 |
| Последние минуты перед раскрытием убийства. Кристиан принимает трудное решение. Полиция арестовывает подозреваемого. Гусман теряет голову от горя.                         |            |                                                |                  |                                |                |

### 2 сезон (2019)
| № общий | № в сезоне | Название                                  | Режиссёр         | Автор сценария  | Дата премьеры   |
| --- | ---------- | ----------------------------------------- | ---------------- | --------------- | --------------- |
| 9 | 1          | «20 часов спустя» «20 horas desaparecido» | Рамон Саласар    | Дарио Мадрона   | 6 сентября 2019 |
| В Лас-Энсинас приходят новые ученики, в то время как Гусман продолжает оплакивать сестру, а на Кристиана давит груз тайны. Один из учеников пропадает без вести.   |            |                                           |                  |                 |                 |
| 10 | 2          | «34 часа спустя» «34 horas desaparecido»  | Рамон Саласар    | Карлос Монтеро  | 6 сентября 2019 |
| Стремясь докопаться до правды о смерти Марины, Самуэль пытается соблазнить Карлу. Новая подруга Лу, гуру соцсетей Каэтана, устраивает импровизированную вечеринку. |            |                                           |                  |                 |                 |
| 11 | 3          | «36 часов спустя» «36 horas desaparecido» | Рамон Саласар    | Бреиксо Корраль | 6 сентября 2019 |
| Поло и Андер разговаривают по душам. Надя пробует необычный способ отучить Гусмана от пьянства и наркотиков. Мать Ребеки предлагает работу Самуэлю.                |            |                                           |                  |                 |                 |
| 12 | 4          | «59 часов спустя» «59 horas desaparecido» | Сильвия Кер      | Абель Самора    | 6 сентября 2019 |
| Под давлением друзей Поло переполняет чувство вины. Мать Каэтаны угрожает раскрыть её секрет. Андер и Гусман спорят со своими любимыми.                            |            |                                           |                  |                 |                 |
| 13 | 5          | «63 часа спустя» «63 horas desaparecido»  | Сильвия Кер      | Хайме Вака      | 6 сентября 2019 |
| Ребека дразнит Каэтану тем, что узнала. Вечеринка в честь Хэллоуина оборачивается проблемами. Самуэль становится невольным свидетелем шокирующей сцены.            |            |                                           |                  |                 |                 |
| 14 | 6          | «66 часов спустя» «66 horas desaparecido» | Сильвия Кер      | Карлос К. Томе  | 6 сентября 2019 |
| Лу шантажирует Надю, а Самуэль рассказывает Карле о своих подозрениях. В будущем Гусмана допрашивает полиция.                                                      |            |                                           |                  |                 |                 |
| 15 | 7          | «84 часов спустя» «84 horas desaparecido» | Дани де ла Орден | Абель Самора    | 6 сентября 2019 |
| Лу узнает секрет, пока помогает Каэтане в организации вечеринки. Омар беспокоится о судьбе Самуэля. Поведение Андера приводит Гусмана в замешательство.            |            |                                           |                  |                 |                 |
| 16 | 8          | «0 часов спустя» «0 horas desaparecido»   | Дани де ла Орден | Бреиксо Корраль | 6 сентября 2019 |
| Неприятная правда и темные тайны школьников выплывают на поверхность, а также раскрываются обстоятельства, которые привели к исчезновению Самуэля.                 |            |                                           |                  |                 |                 |

### 3 сезон (2020)
| № общий | № в сезоне | Название                                 | Режиссёр          | Автор сценария                | Дата премьеры |
| --- | ---------- | ---------------------------------------- | ----------------- | ----------------------------- | ------------- |
| 17 | 1          | «Карла» «Carla»                          | Хорхе Торрегросса | Дарио Мадрона                 | 13 марта 2020 |
| После убийства на вечеринке Карлу допрашивает полиция. В прошлом она сталкивается с Поло в суде, у Андера проблемы со здоровьем, а Надя знакомится с новым ухажером. |            |                                          |                   |                               |               |
| 18 | 2          | «Самуэль и Гусман» «Samuel y Guzmán»     | Хорхе Торрегросса | Хайме Вака                    | 13 марта 2020 |
| Гусман старается искупить вину. Надя угрожает отомстить, когда они с Лу претендуют на одну и ту же стипендию. Андер раскрывает всю подноготную тем, кого любит.      |            |                                          |                   |                               |               |
| 19 | 3          | «Каетана и Валерио» «Cayetana y Valerio» | Дани де ла Орден  | Альмудена Оканья              | 13 марта 2020 |
| Поло подвергается травле в школе. Самуэль обдумывает предложение полиции и постепенно сближается с Ребекой. У Андера продолжаются проблемы со здоровьем.             |            |                                          |                   |                               |               |
| 20 | 4          | «Лу» «Lu»                                | Дани де ла Орден  | Карлос К. Томе                | 13 марта 2020 |
| Гусман вступает в конфликт с отцом Нади. Лу устраивает вечеринку в честь Дня святого Валентина, на которой завязываются романы. Ребеку ждет непростое решение.       |            |                                          |                   |                               |               |
| 21 | 5          | «Андер» «Ander»                          | Хорхе Торрегросса | Альмудена Оканья              | 13 марта 2020 |
| Ребека пытается выяснить, кто предатель. Вечеринка в клубе оборачивается многочисленными шокирующими откровениями.                                                   |            |                                          |                   |                               |               |
| 22 | 6          | «Ребека» «Rebeca»                        | Хорхе Торрегросса | Карлос К. Томе и Андрес Сеара | 13 марта 2020 |
| Объявляется обладатель стипендии Columbia. Надя принимает важное решение. Сомнения Самуэля о мотивах Карлы приводят к тому, что у него возникают проблемы с Валерио. |            |                                          |                   |                               |               |
| 23 | 7          | «Надя и Омар» «Nadia y Omar»             | Дани де ла Орден  | Хайме Вака                    | 13 марта 2020 |
| Выпускной приближается, но будущее многих учеников остается неопределенным. Поло умоляет своих матерей пересмотреть недавнее решение.                                |            |                                          |                   |                               |               |
| 24 | 8          | «Поло» «Polo»                            | Дани де ла Орден  | Дарио Мадрона                 | 13 марта 2020 |
| Раскрываются события, произошедшие в ночь убийства. Полиция допрашивает нескольких свидетелей, которые готовы дать обличающие показания.                             |            |                                          |                   |                               |               |

### 4 сезон (2021)
| № общий | № в сезоне | Название                                                 | Режиссёр               | Автор сценария                | Дата премьеры |
| --- | ---------- | -------------------------------------------------------- | ---------------------- | ----------------------------- | ------------- |
| 25 | 1          | «Новые порядки» «The New Order»                          | Эдуардо Чаперо-Джексон | Jaime Vaca                    | 18 июня 2021  |
| В Лас-Энсинас жесткий директор и три новых ученика. Омар и Самуэль должны продемонстрировать свои знания, и друзья стараются им помочь.                                    |            |                                                          |                        |                               |               |
| 26 | 2          | «Пять секунд» «Five Seconds»                             | Эдуардо Чаперо-Джексон | Esther Morales and Jaime Vaca | 18 июня 2021  |
| Из-за визита принца Филлипа в школе ужесточают меры безопасности, что вызывает недовольство учеников. На вечеринке у Самуэля и Омара образуются новые романтические связи. |            |                                                          |                        |                               |               |
| 27 | 3          | «Танец лжи и соблазна» «When Lies Dance with Temptation» | Ginesta Guindal        | David Lorenzo and Jaime Vaca  | 18 июня 2021  |
| Принц Филлип устраивает знаменитый Бал дебютанток. Соперничество между Гусманом и Самуэлем становится всё более ожесточенным. Патрик разжигает вражду.                     |            |                                                          |                        |                               |               |
| 28 | 4          | «Я...» «I'm a...»                                        | Ginesta Guindal        | Almudena Ocaña                | 18 июня 2021  |
| Загадочное поведение Менсии вызывает вопросы и ранит Ребе. К досаде Ари, Бенхамин предлагает Самуэлю присоединиться к дискуссионному клубу.                                |            |                                                          |                        |                               |               |
| 29 | 5          | «Реинтеграция» «Reintegration»                           | Эдуардо Чаперо-Джексон | Almudena Ocaña                | 18 июня 2021  |
| Ари и Самуэль противостоят друг другу в важной публичной дискуссии. Омар чувствует себя подавленным после разговора с Андером.                                             |            |                                                          |                        |                               |               |
| 30 | 6          | «Я люблю тебя неправильно» «I Love You All Wrong»        | Эдуардо Чаперо-Джексон | David Lorenzo                 | 18 июня 2021  |
| Филлип переживает, что друзья используют его, чтобы получить билеты на Амбар Люсид. Ребе предупреждает Менсию, что у Армандо могут быть плохие намерения.                  |            |                                                          |                        |                               |               |
| 31 | 7          | «До того, как я уйду (часть 1)» «Before I Go (Part I)»   | Ginesta Guindal        | Esther Morales and Jaime Vaca | 18 июня 2021  |
| Самуэль просит Ари сделать выбор. Гусман планирует романтическое свидание. У Каэтаны случается озарение. Менсия оказывается загнанной в угол.                              |            |                                                          |                        |                               |               |
| 32 | 8          | «До того, как я уйду (часть 2)» «Before I Go (Part II)»  | Ginesta Guindal        | Jaime Vaca                    | 18 июня 2021  |
| Становятся известны подробности нападения на Ари, но ученики Лас-Энсинас в который раз доказывают, что всё сложнее, чем кажется.                                           |            |                                                          |                        |                               |               |

### 5 сезон (2022)
| № общий | № в сезоне | Название                                                     | Режиссёр                     | Автор сценария                             | Дата премьеры |
| --- | ---------- | ------------------------------------------------------------ | ---------------------------- | ------------------------------------------ | ------------- |
| 33 | 1          | «Я убил его» «I Killed Him»                                  | Дани де ла Орден             | Хайме Вака                                 | 8 апреля 2022 |
| Одна новая ученица привлекает внимание Патрика, в то время как другая удивляет Каэтану, защищая Филиппа. Бенджамин вводит более строгие школьные меры.                    |            |                                                              |                              |                                            |               |
| 34 | 2          | «Все, что угодно» «Anything Goes»                            | Хайме Вака и Хинеста Гиндаль | Дэвид Лоренцо                              | 8 апреля 2022 |
| Патрик ссорится со своим отцом, устраивая гедонистическую вечеринку для всех учеников. Самуэлю трудно сделать так, чтобы и Ари, и Бенджамин были счастливы.               |            |                                                              |                              |                                            |               |
| 35 | 3          | «Свяжи меня» «Tie Me Up»                                     | Лино Эскалера                | Джессика Пирес и Льюис Москера             | 8 апреля 2022 |
| Напряженность между Омаром и Самуэлем нарастает, когда студенты голосуют за исключение одного из них. Изадора пытается убедить Филиппа, что она знает, что их устраивает. |            |                                                              |                              |                                            |               |
| 36 | 4          | «Тело» «The Body»                                            | Лино Эскалера                | Хайме Вака                                 | 8 апреля 2022 |
| Помогая своему отцу с аукционом, Менсия обнаруживает нечто шокирующее. Вне мероприятия Омар шокирован тем, что находит в воде.                                            |            |                                                              |                              |                                            |               |
| 37 | 5          | «Пожалуйста, скажи правду» «Please, Tell the Truth»          | Хинеста Гиндаль              | Хайме Вака и Альмудена Окана               | 8 апреля 2022 |
| Полицейское расследование ставит Бенджамина в центр внимания. Патрик оказывается в сложной ситуации с Иваном и Крузом. Кей воссоединяется с другом.                       |            |                                                              |                              |                                            |               |
| 38 | 6          | «Невозможно купить мою любовь» «Can't Buy My Love»           | Хинеста Гиндаль              | Дэвид Лоренцо и Хаиме Вака                 | 8 апреля 2022 |
| Студенты выставляют на аукцион цитаты, чтобы собрать деньги на залог Сэмюэля, но это приводит не к одному разбитому сердцу.                                               |            |                                                              |                              |                                            |               |
| 39 | 7          | «Токсичный» «Toxic»                                          | Эдуардо Чаперо-Джексон       | Джессика Пирес ,Льюис Москера и Хаиме Вака | 8 апреля 2022 |
| Самуэль, Ребе и Каэтана ищут доказательства, которые могут быть причастны к Бенджамину. Убитая горем из-за резких слов Филиппа, Изадора уезжает на Ибицу.                 |            |                                                              |                              |                                            |               |
| 40 | 8          | «Твоя сторона света и моя» «Your Side of the World and Mine» | Эдуардо Чаперо-Джексон       | Джессика Пирес и Хаиме Вака                | 8 апреля 2022 |
| Саму обдумывает свой следующий ход с SIM-картой, Круз дает Ивану любовный совет, а Кей пытается поддержать травмированную Изадору.                                        |            |                                                              |                              |                                            |               |

### 6 сезон (2022)
| № общий | № в сезоне | Название                  | Режиссёр      | Автор сценария                            | Дата премьеры  |
| --- | ---------- | ------------------------- | ------------- | ----------------------------------------- | -------------- |
| 41 | 1          | «Беспокойство» «Anxiety»  | Лино Эксалера | Хайме Вака                                | 18 ноября 2022 |
| Ари, Менсия и Патрик возвращаются в школу, готовые не обременять себя семейными проблемами. Иса открывает свой новый ночной клуб во всеуслышание.                                 |            |                           |               |                                           |                |
| 42 | 2          | «Селфи» «Selfies»         | Лино Эксалера | Хайме Вака                                | 18 ноября 2022 |
| Когда дело Исы против ее насильников принимает новый оборот, каждому есть что сказать. Ари приглашает Нико на свидание. Патрик приносит жертву.                                   |            |                           |               |                                           |                |
| 43 | 3          | «Нагота» «Naked»          | Кике Майлло   | Луис Москера, Карлос Монтеро и Хайме Вака | 18 ноября 2022 |
| Друзья Исы собираются - и раздеваются догола - чтобы поддержать ее. Роса развивает новый талант. Менсия начинает с подозрением относиться к отношениям Сары и Рауля.              |            |                           |               |                                           |                |
| 44 | 4          | «Война» «War»             | Кике Майлло   | Джессика Пиреш                            | 18 ноября 2022 |
| Группа посещает футбольный матч Круза, где споры сменяются хаосом ... а затем насилием. Сара принимает болезненное решение.                                                       |            |                           |               |                                           |                |
| 45 | 5          | «Траур» «Mourning»        | Елена Трапе   | Джессика Пиреш                            | 18 ноября 2022 |
| Иса становится одержим словами Хави, а Патрик пытается помочь Ивану справиться с потерей. Рауль не желает отказываться от Сары.                                                   |            |                           |               |                                           |                |
| 46 | 6          | «Тина» «Tina»             | Елена Трапе   | Альберто Мансано                          | 18 ноября 2022 |
| Иван дает волю своим эмоциям, Сара возвращается к своим старым привычкам, а Ари пытается закрыться. Нико сомневается в предложении Исы о сотрудничестве.                          |            |                           |               |                                           |                |
| 47 | 7          | «Маски» «Masks»           | Лино Эксалера | Луис Москера и Хайме Вака                 | 18 ноября 2022 |
| Во время венецианской карнавальной ночи в Доме Айседоры раскрывается новая грань Дидака, и ученики Лас-Энсинас познают горе и горе.                                               |            |                           |               |                                           |                |
| 48 | 8          | «Разделение» «Separation» | Лино Эксалера | Хайме Вака                                | 18 ноября 2022 |
| Ари, все еще не оправившаяся от прошлой ночи, берет на себя большую ответственность за защиту своих братьев и сестер. Прошлые поступки Хьюго в конечном итоге сказываются на нем. |            |                           |               |                                           |                |

### 7 сезон (2023)
| № общий | № в сезоне | Название                                                 | Режиссёр      | Автор сценария                            | Дата премьеры   |
| --- | ---------- | -------------------------------------------------------- | ------------- | ----------------------------------------- | --------------- |
| 49 | 1          | «Лас-Энсинас» «Las Encinas»                              | Лино Эксалера | Хайме Вака                                | 20 октября 2023 |
| Пока Изадора борется со своими чувствами к Дидаку, бывший студент получает заманчивое предложение вернуться в Лас-Энсинас. Ивану одиноко... но это может скоро измениться. |            |                                                          |               |                                           |                 |
| 50 | 2          | «Протокол» «Protocol»                                    | Лино Эксалера | Альберто Мансано Руис                     | 20 октября 2023 |
| Хлоя и Кармен одержимы Иваном, но по разным причинам. Джессика дает Саре советы. Таинственный академический директор уделяет все внимание Дидаку.                          |            |                                                          |               |                                           |                 |
| 51 | 3          | «Броские украшения» «Bling-Bling»                        | Менна Фите    | Джессика Пиреш                            | 20 октября 2023 |
| Сара устраивает вечеринку, полную искр и страсти. Семейное напряжение разделяет Дидака и Изадору. Ночь Росы и Эрика в оккупированном доме выходит из-под контроля.         |            |                                                          |               |                                           |                 |
| 52 | 4          | «Точка с запятой» «Semicolon»                            | Менна Фите    | Гильермо Дж. Эскрибано                    | 20 октября 2023 |
| Хлоя подумывает открыть свое сердце Эрику, в то время как Нико обеспокоен поведением своего кузена. Омар сталкивается с последствиями своего прошлого в Лас-Энсинас.       |            |                                                          |               |                                           |                 |
| 53 | 5          | «Семья» «The Family»                                     | Роджер Гуаль  | Луис Москера и Хайме Вака                 | 20 октября 2023 |
| Разрабатывая свой план против Рауля, Сара получает помощь от Хлои. Омар ставит Джоэла и Ивана в неловкое положение. Кармен делает рискованный ход.                         |            |                                                          |               |                                           |                 |
| 54 | 6          | «На дне скалы» «At Rock Bottom»                          | Роджер Гуаль  | Хайме Вака и Альберто Мансано Руис        | 20 октября 2023 |
| Изадоре приходится принимать трудные решения в семейном бизнесе. Расследование Луиса находится под угрозой. Обман ставит Хлою в уязвимое положение.                        |            |                                                          |               |                                           |                 |
| 55 | 7          | «Просто обними меня» «Just Hug Me»                       | Ана Васкес    | Луис Москера, Карлос Монтеро и Хайме Вака | 20 октября 2023 |
| Рауль манипулирует местью Сары в соответствии со своими собственными целями. Присутствие Ивана вносит огромную путаницу в отношения Омара и Джоэла.                        |            |                                                          |               |                                           |                 |
| 56 | 8          | «Я покончу с этим навсегда» «I’m Gonna End This Forever» | Ана Васкес    | Хайме Вака и Гильермо Дж. Эскрибано       | 20 октября 2023 |
| Новая смерть потрясает студентов Лас-Энсинас. Иван удивляет Джоэла предложением в последнюю минуту, в то время как Изадора должна решить, что делать со своими родителями. |            |                                                          |               |                                           |                 |

### 8 сезон (2024)
| № общий | № в сезоне | Название                                      | Режиссёр          | Автор сценария                     | Дата премьеры |
| --- | ---------- | --------------------------------------------- | ----------------- | ---------------------------------- | ------------- |
| 57 | 1          | «Выпускники» «Alumni»                         | Дэниел Бароне     | Хайме Вака                         | 26 июля 2024  |
| Еще одна слишком знакомая трагедия снова обрушивается на Лас-Энсинас. К Омару приходит неожиданный посетитель. Эксклюзивный клуб присоединяется к школе и начинает набирать членов из старшего класса. Сейчас, когда Мартин в тюрьме, Изадора находится в финансовом упадке.                          |            |                                               |                   |                                    |               |
| 58 | 2          | «К краю» «To the Edge»                        | Дэниел Бароне     | Альберто Мансано Руис и Хайме Вака | 26 июля 2024  |
| Раскол между Иваном и Джоэлом усиливается, когда между ними появляется Гектор. Хлоя делает разрушительный выбор для своего будущего, тем временем Кармен борется, чтобы защитить свое. Тем временем Дальмар получает огорчительные новости.                                                           |            |                                               |                   |                                    |               |
| 59 | 3          | «Сгорание» «Combustion»                       | Хота Линарес      | Икер Азкоития и Хайме Вака         | 26 июля 2024  |
| Событие с высокими ставками ставит на карту все для Джоэла и Изадоры. Далмар оказывается по уши в неприятностях. Вечеринка выходит из-под контроля, что вынуждает одного из студентов заключить сделку с дьяволом.                                                                                    |            |                                               |                   |                                    |               |
| 60 | 4          | «Я никому не принадлежу» «I Belong to No One» | Хота Линарес      | Флора Г. Вильянуэва                | 26 июля 2024  |
| Заманчивое предложение открывает перед Джоэлом новый путь. Чтобы спасти свою маму, Хлоя расставляет неожиданную ловушку. Новые враги ставят под угрозу жизнь Омара. Сара и Нико начинают сближаться.                                                                                                  |            |                                               |                   |                                    |               |
| 61 | 5          | «Последняя ночь» «The Last Night»             | Джинеста Гуиндаль | Флора Г. Вильянуэва                | 26 июля 2024  |
| Разворачиваются события, произошедшие в ночь убийства. Далмар обдумывает новую стратегию, пока Хлоя и Эрик разрабатывают свою. Джоэл признается Ивану в секрете. У Луиса начинает расти нездоровая одержимость Исой.                                                                                  |            |                                               |                   |                                    |               |
| 62 | 6          | «Виновник» «Guilty»                           | Джинеста Гуиндаль | Альберто Мансано Руис и Хайме Вака | 26 июля 2024  |
| Убийство Джоэла приводит к двум шокирующим арестам. Эмилия и Гектор начинают прикрывать себя, когда Омар начинает мстить. Сара узнает больше о дне убийства Рауля. |            |                                               |                   |                                    |               |
| 63 | 7          | «Как братья и сестры» «Like Siblings»         | Елена Трапе       | Икер Азкоития и Хайме Вака         | 26 июля 2024  |
| Связь Гектора и Эмилии начинает ходить по тонкому льду. Несмотря на слова Нади, Омар не решается сообщать о нападавших. По мере продолжения расследования убийства Джоэла Изадора, Иван и Сара вынашивают план заманить Хлою и Эрика в ловушку.                                                       |            |                                               |                   |                                    |               |
| 64 | 8          | «Конец срока» «End of Term»                   | Елена Трапе       | Карлос Монтеро                     | 26 июля 2024  |
| Зная, кто убил Джоэла, Изадора решает взять правосудие в свои руки, поскольку ей предстоит последняя эпическая схватка с убийцей. После многих лет трагедий Лас-Энсинас наконец-то сталкивается со своими прошлыми грехами и преподносит последний сюрприз, который навсегда изменит жизни студентов. |            |                                               |                   |                                    |               |

## Производство

### Создание и разработка
Премьера первого сезона сериала состоялась 5 октября 2018 года.
17 октября 2018 года стало известно, что телесериал продлён на второй сезон, который будет состоять из восьми эпизодов. Съёмки второго сезона начались сразу после съёмок первого сезона в 2018 году. 19 июня 2019 года Данна Паола и Мигель Бернардо подтвердили, что второй сезон выйдет в сентябре того же года. Премьера второго сезона состоялась 6 сентября 2019 года.
4 октября 2019 года стало известно, что сериал продлён на третий сезон, премьера которого назначена на март 2020 года. Съёмочный процесс третьего сезона проходил с февраля по июль 2019 года. Премьера третьего сезона состоялась на Netflix 13 марта 2020 года.
22 мая 2020 года было объявлено о том, что сериал был продлён на четвёртый сезон. Съёмки четвёртого сезона были запланированы на апрель 2020 года, но в связи с пандемией COVID-19 были перенесены на июль того же года. Премьера четвёртого сезона запланирована в 2021 году. 24 июня 2020 года началась подготовка к съёмкам четвёртого сезона, в пригороде Сеговия, Испания. 20 июля 2020 года официальный аккаунт Netflix Испания в Instagram объявил о начале съёмок четвёртого сезона. 21 декабря 2020 года съёмки четвёртого сезона официально завершились. Премьера четвёртого сезона состоялась 18 июня 2021 года на Netflix.
13 мая 2021 года официально было объявлено о выходе дополнительных летних эпизодов, за несколько дней до премьеры четвёртого сезона, а именно с 14 по 17 июня. Четыре мини-истории предназначены для логического завершения некоторых историй. В дополнительных эпизодах снялись Мигель Бернардо, Арон Пипер, Ицан Эскамилья, Клаудия Салас, Джорджина Аморос и Омар Аюсо, а также Эстер Экспосито и Мина Эль-Хаммани.
25 февраля 2021 года Netflix официально объявил о продления сериала на пятый сезон, ещё до выхода четвёртого. Съёмки пятого сезона стартовали в Мадриде в конце февраля того же года и продлились до июня 2021 года. Премьера пятого сезона состоялась 8 апреля 2022 года на Netflix. Позднее создатели сериала объявили о рождественских эпизодах в преддверии пятого сезона. Премьера коротких рождественских серий состоялась 15, 20 и 23 декабря 2021 года на Netflix.
28 октября 2021 года, перед выходом пятого сезона, Netflix официально продлил сериал на шестой сезон. В января 2022 года началась подготовка к съёмкам шестого сезона. Съёмочный процесс продлился с февраля по июнь 2022 года. Премьера состоялась 18 ноября 2022 года на Netflix.
25 октября 2022 сериал официально продлили на седьмой сезон, ещё до выхода шестого. Съемки седьмого сезона продлились со 2 ноября 2022 по 29 марта 2023 года. 17 июня 2023 года Netflix на мероприятии Tudum представил первый тизер седьмого сезона. Премьера седьмого сезона состоится 20 октября 2023 года.
В июле 2023 года Netflix продлил сериал на финальный восьмой сезон. Съёмочный процесс восьмого сезона стартовал 7 августа 2023 года, а завершился 20 декабря того же года. Премьера финального сезона состоялось 26 июля 2024 года на Netflix.

### Изменение актёрского состава
19 мая 2020 года официальный аккаунт Netflix в Инстаграм, а также актёры, объявили о том что, Мина Эль-Хаммани, Эстер Экспосито, Данна Паола, Альваро Рико и Хорхе Лопес завершили свои съёмки в сериале. Уход актёров из проекта был объяснён тем, что логически завершился первый цикл сериала.
Актёрский состав четвёртого сезона пополнили Диего Мартин, Ману Риос, Карла Диас, Пол Гранч и Мартина Кариди. Также Netflix подтвердили что, к своим ролям в четвёртом сезоне вернутся Мигель Бернардо, Арон Пипер, Ицан Эскамилья, Клаудия Салас, Джорджина Аморос и Омар Аюсо.
Актёрский состав пятого сезона пополнили Валентина Зенере, Андре Ламолья и Адам Нуру.
16 июля 2021 года официальный аккаунт сериала в Instagram подтвердил что Мигель Бернардо и Арон Пипер завершили свои съёмки в сериале. Их персонажи не появятся в последующих сезонах.
Премьера пятого сезона состоялась 8 апреля 2022 года на Netflix. В мае того же года, стало известно что, Ицан Эскамилья, Клаудия Салас, Джорджина Аморос и Омар Аюсо покинули актёрский состав сериала после пятого сезона.
В января 2022 года началась подготовка к съёмкам шестого сезона. К своим ролям в шестом сезоне вернутся: Ману Риос, Карла Диаз, Мартина Кариди, Андре Ламолья, Валентина Сенере, Адам Нуру и Диего Мартин. Съёмочный процесс шестого сезона продлится с февраля по июнь 2022 года.
Актёрский состав шестого сезона пополнили: Альваро де Хуана, Кармен Арруфат, Ана Бокеса, Алекс Пастрана и Андер Пуч.
25 октября 2022 года сериал официально продлили на седьмой сезон, премьера которого запланирована в 2023 году. Актёрский состав седьмого сезона пополнили: Глеб Абросимов, Мирела Балич, Фернандо Линдес, Надя Аль-Саиди Айяла, Иван Мендес, Марибель Верду и Алехандро Альбаррасин. К своим ролям в седьмом сезоне вернутся Андре Ламолья, Валентина Сенере, Альваро де Хуана, Кармен Арруфат, Ана Бокеса, Алекс Пастрана и Андер Пуч, а также Омар Аюсо, который входил в основной актёрский состав с первого по пятый сезоны. Актёры Ману Риос, Карла Диаз и Мартина Кариди в седьмом сезоне не появятся.
9 марта 2023 года стало известно о том, что бразильская певица Анитта присоединилась к актёрскому составу седьмого сезона.
Сериал продлен на восьмой сезон, в котором вернется актриса Мина Эль-Хаммани игравшая Надю Шана с первого по третий сезоны. К своим ролям вернуться: Андре Ламолья, Валентина Сенере, Альваро де Хуана, Кармен Арруфат, Омар Аюсо, Андер Пуч, Глеб Абросимов, Мирела Балич, Фернандо Линдес, Надя Аль-Саиди Айяла, Иван Мендес, Марибель Верду и Алехандро Альбаррасин. Так же, к актёрскому составу финального сезона присоединились Анна Рот и Нуно Гальего. Премьера финального сезона состоялось 26 июля 2024 года.

### Места съёмки
Основные съёмки сериала проходят в Мадриде на съёмочной студии Netflix. Натур съёмки школы проходят на территории Европейского университета (Universidad Europea Madrid) в провинции Вильявисьоса-де-Одон, Мадрид. Другими съемочными локациями выступили муниципалитеты Гвадаррама, Сен-Лоренсо-де-Эль-Эскориаль, Кольядо-Вильяльба

## Оценки

### Рейтинг
17 января 2019 года компания Netflix объявили, что сериал посмотрели более 20 миллионов зрителей в первый месяц выпуска.
Четвёртый сезон «Элиты» просмотрели более 150 000 000 часов с 18 июня по 29 июля 2021 года.
Пятый сезон «Элиты» просмотрели 172 640 000 часов с 3 апреля по 8 мая 2022 года.
С 18 ноября по 11 декабря 2022 года, шестой сезон «Элиты» просмотрели более 120 000 000 часов.
С 20 по 22 октября седьмой сезон «Элиты» просмотрели более 3 000 000 пользователей. За три дня седьмой сезон набрал 21 000 000 часов просмотров. Седьмой сезон входит в ТОП-10 сериалов Netflix в 39 странах мира на 26 октября 2023 года.
22 октября 2023 года стало известно о том, что третий сезон сериала входит в ТОП-10 самых просматриваемых не англоязычных сериалов на Netflix по состоянию на осень 2023 года и имеет 334 000 000 часов просмотров, заняв 9 место в рейтинге.
Седьмой сезон «Элиты» за первые 14 дней после выходы, просмотрело более 8 000 000 пользователей. Седьмой сезон занимает 1 место в ТОП-10 не-англоязычных сериалов на 29 октября 2023 года.

### Критика
Первый сезон телесериала получил положительные отзывы кинокритиков. На сайте Rotten Tomatoes он имеет рейтинг 100 % на основе 11 рецензий со средним баллом 8,4 из 10.
После выхода седьмого сезона, сериал «Элита» имеет рейтинг 93 % на сайте Rotten Tomatoes со средним баллом 7,2 из 10.

## Награды и номинации
| Награды и номинации | Награды и номинации         | Награды и номинации                              | Награды и номинации                  | Награды и номинации | Награды и номинации |
| Год                 | Награда                     | Категория                                        | Номинант                             | Результат           | !Прим.              |
| ------------------- | --------------------------- | ------------------------------------------------ | ------------------------------------ | ------------------- | ------------------- |
| 2018                | Festival CiBRA              | La Orden de Toledo                               | актёрский состав телесериала «Элита» | Победа              |                     |
| 2018                | Premios Feroz               | Лучший драматический сериал                      | «Элита»                              | Номинация           | [ 27 ] [ 28 ]       |
| 2019                | Premios Fotogramas de Plata | Лучший испанский сериал по мнению зрителей       | «Элита»                              | Номинация           |                     |
| 2019                | GLAAD Media Awards          | Лучший сценарий телесериала (на испанском языке) | «Элита»                              | Победа              | [ 29 ]              |